# (3010) Ushakov
(3010) Ushakov (1978 SB5) – planetoida z pasa głównego asteroid okrążająca Słońce w ciągu 5,78 lat w średniej odległości 3,22 j.a. Odkryta 27 września 1978 roku.